# Silnice 804 (Izrael)
Silnice 804 (hebrejsky כביש 804‎, Kviš 804) je regionální silnice v Dolní Galileji, která začíná na křižovatce u Arráby se silnicí 7955 a končí na křižovatce Rama se silnicí 85. Délka silnice je 13,1 km.

## Trasa silnice
| Kilometr                      | Název                | Lokalita     | Křížení               |
| ----------------------------- | -------------------- | ------------ | --------------------- |
| Silnice 804 (z jihu na sever) |                      |              |                       |
| 0                             | křižovatka bez názvu | Arrába       | silnice 7955          |
| 2,5                           | křižovatka Chilazon  | Arrába       | silnice 805           |
| 4,8                           | křižovatka bez názvu | Ma'ale Cvija | vjezd do Ma'ale Cvija |
| 4,9                           | křižovatka bez názvu | Lotem        | vjezd do Lotem        |
| 8,2                           | křižovatka bez názvu | Salláma      | vjezd do Sallámy      |
| 13,1                          | křižovatka Rama      | Rama         | silnice 85            |